# Bethel Town
Bethel Town är en ort i Jamaica.   Den ligger i parishen Parish of Westmoreland, i den västra delen av landet, 130 km väster om huvudstaden Kingston. Bethel Town ligger 292 meter över havet och antalet invånare är 3 053. Den ligger på ön Jamaica.
Terrängen runt Bethel Town är kuperad åt sydost, men åt nordväst är den platt. Runt Bethel Town är det ganska tätbefolkat, med 207 invånare per kvadratkilometer. Närmaste större samhälle är Montego Bay, 19,8 km norr om Bethel Town. I omgivningarna runt Bethel Town växer i huvudsak städsegrön lövskog.